# 芒谷阿園站
芒谷阿園站（英語：Mangonia Park Station）是三鐵路在芒谷阿園的一座通勤鐵路站，這是三鐵路最北面的車站。此車站位於第45街（CR 702），澳洲大道 （CR 704A）以西。此車站提供273個泊車位。

## 外部連結
- South Florida Regional Transportation Authority - Mangonia Park station
- Station from Google Maps Street View （页面存档备份，存于）